# Long Khoa Đa
Long Khoa Đa (chữ Hán: 隆科多; tiếng Mãn: ᠯᠣᠩᡴᠣᡩᠣ, chuyển tả: Longkodo; ? - 1728) là một trong những đại thần dưới thời Khang Hi và Ung Chính. Ông cùng Niên Canh Nghiêu là 2 trọng thần góp phần quan trọng tôn phò Ung Chính Đế lên ngôi.

## Thân thế
Long Khoa Đa là con trai của Lĩnh Thị vệ Nội đại thần Đông Quốc Duy (佟国维), thuộc tộc Đông Giai thị (佟佳氏), mẹ là Chính thất của Đông Quốc Duy, thuộc tộc Hách Xá Lý thị (赫舍里氏). Nguyên tổ phụ là Đông Dưỡng Chân (佟養真), quy hàng Thanh Thái Tổ Nỗ Nhĩ Cáp Xích, được xếp vào Hán quân Tương Hoàng kỳ, đến đời ông là Đông Thịnh Niên (佟盛年), có con gái gả cho Thanh Thế Tổ Thuận Trị Đế, được ban tên Mãn là Đồ Lại (佟盛年), gia tộc được đổi thành Đông Giai thị, nhập vào Mãn Châu Tương Hoàng kỳ. Đến đời phụ thân là Đông Quốc Duy, cũng gả hai con gái làm phi tần cho Khang Hi Đế, là Hiếu Ý Nhân Hoàng hậu và Khác Huệ Hoàng quý phi. Như vậy, xét về gia tộc thì Long Khoa Đa vừa là em họ vừa là anh/em vợ của Khang Hi Đế.
Long Khoa Đa nhờ gia tộc vinh hiển, sớm đảm nhận trọng trách, lần lượt giữ các chức vụ Lý Phiên viện Thượng thư (理藩院尚书), kiêm Bộ quân Thống lĩnh (步军统领). Từ 1710 đến 1722, ông là Cửu môn Đề đốc (九門提督) thành Bắc Kinh, địa vị cực kỳ trọng yếu trong triều đình.

## Phò tá Ung Chính
Năm 1722, Khang Hi Đế lâm bệnh nặng, nội ngoại đại thần đều không thể gặp mặt, duy có Long Khoa Đa được Khang Hi Đế cho hầu bên cạnh. Lúc lâm chung, Khang Hi Đế lại ra di mệnh, lệnh cho Long Khoa Đa ủng lập Tứ A ca Ung Thân vương Dận Chân đăng cơ.
Sau khi Khang Hi Đế băng hà, chỉ có một mình Long Khoa Đa truyền di chiếu, lập Ung Chính lên ngôi. Vì vậy, có giai thoại Long Khoa Đa đã trộm di chiếu của Khang Hi, sửa lại chữ Thập (十) thành chữ Vu (于), để biến câu "truyền ngôi Thập tứ Hoàng tử" thành "truyền ngôi cho Tứ Hoàng tử", để tráo cho cháu ruột là Ung Thân vương Dận Chân lên ngôi. Tuy nhiên, theo nhiều nhà nghiên cứu thì giai thoại này hoàn toàn thiếu căn cứ.
Tuy nhiên, mối quan hệ thân thiết giữa Long Khoa Đa và Ung Chính là rõ ràng. Khi Ung Chính đăng cơ, Long Khoa Đa do đại công ủng lập, được phong làm một trong Tổng lý sự vụ tứ đại thần, Lại bộ Thượng thư (吏部尚书), gia phong Thái bảo (太保), quyền lực khuynh loát một thời.
Năm 1723, ông được chọn là một trong năm đại thần vào Quân Cơ xứ; bao gồm: Long Khoa Đa, Mã Vệ, Trương Đình Ngọc, Dận Tự và Dận Tường. Tương truyền, Long Khoa Đa cũng có quan hệ thân tình với Tào Tuyết Cần.
Tuy vậy, chỉ vài năm sau đó, dù thụ tước Nhất đẳng Công (一等公), Long Khoa Đa mất đi ân sủng của Ung Chính, bị triều đình định khoản 50 đại tội, bị phán trảm lập quyết, tài sản sung công, nhưng được giảm tội, xuống thành vĩnh viễn cấm cố.
Năm 1728, tháng 6, Long Khoa Đa mất tại nơi giam cầm.

## Trong văn hoá đại chúng
| Năm  | Tác phẩm                                              | Diễn viên                |
| 1980 | Đại nội quần anh (大内群英)                           | Bảo Hán Lâm (鮑漢琳)     |
| 1987 | Mãn Thanh thập tam hoàng triều (满清十三皇朝)         | Quan Tử Tiêu (关子标)    |
| 1995 | Cửu vương đoạt vị (九王夺位)                          | La Liệt (羅烈)           |
| 1997 | Đại thứ khách (大刺客)                                | Quách Đức Tín (郭德信)   |
| 1997 | Giang hồ kỳ hiệp truyện (江湖奇侠传)                  | Thiết Mạnh Thu (铁孟秋)  |
| 1998 | Ung Chính Tiểu Điệp Niên Canh Nghiêu (雍正小碟年羹尧) | Tạ Bình Nam (谢屏楠)     |
| 1999 | Ung Chính vương triều (雍正王朝)                      | Thái Hồng Tường (蔡鴻翔) |
| 2003 | Hoàng Thái tử bí sử (皇太子秘史)                      | Tông Phong Nham (宗峰岩) |
| 2005 | Lý Vệ đương quan (李卫当官)                           | Ngụy Đức Sơn (魏德山)    |
| 2011 | Hậu cung Chân Hoàn truyện                             | Trương Nghị (張毅)       |
| 2011 | Cung tỏa tâm ngọc                                     | Trầm Bảo Bình (沈保平)   |
| 2011 | Bộ bộ kinh tâm                                        | Triệu Gia Lâm (趙家林)   |
| 2014 | Thực vi nô (食為奴)                                   | Hoàng Bách Vân (黃栢文)  |